# Frode Løberg
Frode Løberg (Elverum, 23 de enero de 1963) es un deportista noruego que compitió en biatlón. Ganó dos medallas de plata en el Campeonato Mundial de Biatlón, en los años 1991 y 1992.

## Palmarés internacional
| Campeonato Mundial | Campeonato Mundial  | Campeonato Mundial | Campeonato Mundial |
| Año                | Lugar               | Medalla            | Prueba             |
| ------------------ | ------------------- | ------------------ | ------------------ |
| 1991               | Lahti (Finlandia)   | Medalla de plata   | Equipo             |
| 1992               | Novosibirsk (Rusia) | Medalla de plata   | Equipo             |